# 長浜功
長浜 功（ながはま いさお、1941年(昭和16年)7月1日 - ）は、日本の教育学者、近代日本文化研究者。

## 来歴
北海道岩内町に生まれ、北海道大学教育学部を卒業後（恵迪寮OB）、同大学院博士課程を単位取得退学した。1974年に東京学芸大学講師となり、その後助教授（1976年）を経て、1987年に教授に昇格した。2007年に定年退職。
もともとは近現代日本教育史を専門としており、『教育の戦争責任』（1979年）にて宮原誠一をはじめ戦争協力の過去を戦後に隠蔽した教育学者たちを厳しく批判した。2000年代以降は北大路魯山人、石川啄木、土岐善麿といった近代文化に関する著作をなす。

## 著書
- 『教育の戦争責任 教育学者の思想と行動』大原新生社、1979年 のち明石書店
- 『社会教育の思想と方法』大原新生社、1980年 のち明石書店
- 『日本ファシズム教師論 教師たちの八月一五日』大原新生社、1981年 のち明石書店
- 『常民教育論 柳田国男の教育観』新泉社、1982年
- 『交流現象論 危機時代の人と環境』新泉社、1984年
- 『国民学校の研究 皇民化教育の実証的解明』明石書店、1985年
- 『昭和教育史の空白』日本図書センター、1986年
- 『国民精神総動員の思想と構造 戦時下民衆教化の研究』明石書店、1987年
- 『教育芸術論 教育再生への模索』明石書店、1989年
- 『日本民衆の文化と実像 宮本常一の世界』明石書店、1995年
- 『彷徨のまなざし 宮本常一の旅と学問』明石書店、1995年
- 『現代社会教育の地平と生涯学習』明石書店、1996年
- 『真説北大路魯山人 歪められた巨像』新泉社、1998年
- 『北大路魯山人 人と芸術』双葉社 ふたばらいふ新書、2000年
- 『北大路魯山人という生き方』洋泉社 新書y、2008年
- 『石川啄木という生き方 二十六歳と二ケ月の生涯』社会評論社、2009年
- 『啄木を支えた北の大地 北海道の三五六日』社会評論社、2012年
- 『啄木日記』公刊過程の真相 知られざる裏面の検証』社会評論社、2013年
- 『啄木の遺志を継いだ土岐哀果』社会評論社、2017年
- 『孤高の歌人 - 土岐善麿』社会評論社、2018年
- 『「大志」の細道』社会評論社、2019年

### 編著
- 『叢書名著の復興 柳田国男文化論集』編集解説 新泉社、1983年
- 『現代社会教育の課題と展望』編 明石書店、1986年
- 『社会教育と自己形成 「終焉」論を超えて』編 明石書店、1987年
- 『国民精神総動員運動 民衆教化動員史料集成』全3巻 編 明石書店、1988年
- 『公職追放 全２巻」（復刻資料）明石書店、1988年
- 『史料　国家と教育ー 近現代日本教育政策史』 明石書店、1989年

## 参考
- [ISBN　978-4-7845-1910-1]
- 『現代日本人名録』2002